# بری اونز
بَری اِوِنز (انگلیسی: Barry Evans; ۱۸ ژوئن ۱۹۴۳ – ۹ فوریهٔ ۱۹۹۷) بازیگر اهل بریتانیا بود.
از فیلم‌ها یا مجموعه‌های تلویزیونی که وی در آن‌ها نقش داشته‌است، می‌توان به دکتربعدازاین، ماجراهای راننده تاکسی و حواست به حرفات باشه اشاره نمود.

## فیلم‌شناسی
| سال  | عنوان                           | نقش                                                           | توضیحات                   |
| ---- | ------------------------------- | ------------------------------------------------------------- | ------------------------- |
| ۱۹۶۷ | اتوبوس سفید                     | پسر                                                           |                           |
| ۱۹۶۷ | اینجا به‌دور بوته شاه‌توت می‌چرخیم | جیمی مک‌گرگور                                                  |                           |
| ۱۹۶۹ | آلفرد بزرگ                      | اینگلید                                                       |                           |
| ۱۹۷۱ | سفر به قتل                      | جیمی رینتول                                                   | (بطری قاتل)               |
| ۱۹۷۱ | در حال جیغ زدن بمیر، ماریان     | الی فرومه                                                     |                           |
| ۱۹۷۶ | ماجراهای راننده تاکسی           | جو نورث                                                       |                           |
| ۱۹۷۶ | تحت نظر دکتر                    | دکتر بوید، روانپزشک/ آقای جانسون / ستوان کرنشاو / کالین فاستر |                           |
| ۱۹۹۳ | اسرار ادوین درود                | بازارد                                                        | (آخرین ایفای نقش در فیلم) |